# Kacsóh Pongrác
Dr. marosséllyei Kacsóh Pongrác (Budapest, 1873. december 15. – Budapest, 1923. december 16.) magyar zeneszerző, zenepedagógus, főreáliskolai igazgató-tanár.

## Családja
Örmény család szülötte, mindkét felmenő ágon. Marosséllyei Kacsóh (khach’ խաչ) Lajos (1849–1911), MÁV felügyelő, és Lukács Róza gyermekeként született. Apai nagyszülei marosséllyei Kacsóh Lajos (1812–1877), a kisbajomi református egylet lelkésze, a dunántúli református egyház kerület főjegyzője, és nagygyimóthi Nyikos Katalin (1819–1899) voltak. Édesanyja az erdélyi örmény nemesi család leánya, a Gyergyószentmiklós-i Lukács Róza. Anyai nagyszülei gyergyószentmiklósi Lukács Márton (1813–1880), csorvási postamester, és Paraszka Anna (1811–1900) csorvási postamester voltak. Pongrác húga, Edit 1875-ben született. Rozália Anna Katalin Fatime 1877-ben  Egyetlen fia halva született 1881-ben (nevet nem kapott).

## Iskolái
Kacsóh Pongrác Kolozsvárott, a Ferenc József Tudományegyetemen szerezte meg bölcsészdoktori diplomáját, ahol 1896. június 13-án summa cum laude minősítéssel természettudományi szakon végzett. Kisbarnaki Farkas Gyulánál doktorált fizikából.
Zenei tanulmányait Farkas Ödönnél, a Konzervatórium igazgatójánál végezte, majd Budapestre költözött, és 1898-tól matematika–fizika szakos gimnáziumi tanárként főleg matematikai cikkeket publikált. Érdeklődése egyre inkább a zene felé fordult, később komponálni kezdett, elmélyedt a zeneelmélet tudományában. 1905 és 1907 között a Zenevilág című szaklapot szerkesztette, mely lapban 1904-ben elsők között méltatta az ifjú zeneszerző, Bartók Béla jelentőségét. Ugyanebben az évben Bakonyi Károly felkérésére komponálta János vitéz című dalművét, amelynek bemutatójára 1904. november 18-án került sor a Király Színházban. Kacsoh Pongrác többször megfordult Csorváson édesanyjával (Kacsóh Lajosné), aki Bartók Bélánéval együtt fellépett a Csorvási Olvasó Egylet jótékonysági estélyén is. Elterjedt az a vélemény, hogy a János Vitéz daljáték egy részét a csorvási posta épületében írta, amikor anyai nagyanyja még postamester-asszonyként dolgozott.
1909-ben Kecskeméten a Főreáliskola igazgatójává nevezték ki. Budapesten hunyt el 1923-ban, 1 nappal az 50. születésnapját követően.

## Házassága és gyermeke
1913. június 19-én Budapesten, feleségül vette a régi Sopron vármegyei nemesi származású alsózopori Nagy Rózsa Geornina Flórát (Németújvár, Vas vármegye, 1885. április 4.–Budapest, 1963. november 6.), akinek a szülei alsószopori Nagy Jenő (1844–1916), a soproni királyi törvényszéknek a bírája, és a szladeoviczi Szladovits családnak a sarja, szladeovici Szladovits Magdolna (1857–1893) voltak. Az apai nagyszülei alsószopori Nagy János (1817–1867), 1848-as honvéd százados, földbirtokos és szeniczei Szeniczey Judit (1820–1905) voltak. Anyai nagyszülei szladovici Szladovits Ferenc (1829–1878) jogász, az 1848–49-es forradalom és szabadságharc alatt főhadnagy, zalaboldogfai földbirtokos és szentgyörgyi Horváth Flóra (1835–1916) asszony voltak. Az anyja oldaláról többek között a szentgyörgyi Horváth-, a bonyhádi Perczel- a barkóczi Rosty- a lovászi és szentmargitai Sümeghy-, a rábadoroszlói Rumy- és a boldogfai Farkas családok leszármazottja volt. Később, Kacsóh Pongrác feleségétől elvált. Kacsóh Pongrác és alsószopori Nagy Rózsa házasságából született:
- Dr. marossélyei Kacsóh János (Budapest, 1917. október 24.–Budapest, 1982. február 18.), tartalékos huszárzászlós.[18][19] Felesége, Eisemann Erzsébet, Eisemann Mihály zeneszerző lánya volt.

## Társadalmi szerepvállalása
Társadalmi elismertségét jelzi, hogy számos magas tisztséggel bízták meg.
1912-től Budapest székesfőváros zenei szakelőadójaként, a közép- és felsőfokú zenetanfolyamok főigazgatójaként tevékenykedett. Éveken át vezette a Székesfővárosi Énekkart. Az Országos Dalosszövetség igazgatója, és az Országos Zenészszövetség elnöke volt.

## Főbb művei

### Kísérőzenék színpadi művekhez
- Molnár Ferenc: Liliom (1909);
- Molnár Ferenc: Fehér felhő (1916. február 25.);
- Maurice Maeterlinck: Kék madár.

### Dalművek
- Csipkerózsika (Kacsóh Pongrác első daljátéka, 1904)
- János vitéz (1904)
- Rákóczi (1906)
- Mary-Anne (1908)
- Dorottya (posztumusz bemutató: 1929. január 9-én, Szegeden).

### Publikációk
- Prolegomena a zene pozitív aesthetikájához (Bp., 1904);
- A zene fejlődéstörténete (A Műveltség Könyvtára Bp., 1909).
- A pataki énekes kódex (Magyar Figyelő 1911.)
- Az elemi iskolai énektanítás pedagógiája (Bp., 1912.);
- Cikkek a Zenevilágban és az Új Életben;
- Zenekritikák a Pesti Naplónál.
- Tanulmányok az elektromos rezgésekről, konszonanciáról-disszonanciáról. Lásd: http://fizikaiszemle.hu/archivum/fsz0901/kacsoh0901.html Archiválva 2014. december 23-i dátummal a Wayback Machine-ben

## Kötetei
- Az egyenlőségi és egyenlőtlenségi elv viszonya a mechanikában; Ajtai Ny., Kolozsvár, 1896
- Prolegomena a zene positiv aesthetikájához; Károlyi Ny., Bp., 1904
- János vitéz. Daljáték; szöveg Bakonyi Károly, vers Heltai Jenő; Budapesti Hírlap, Bp., 1904
- A zene fejlődéstörténete; Athenaeum, Bp., 1909 (hasonmásban: Comenius, Pomáz, 2000)
- Az iskolai karénektanítás paedagógiája; Rozsnyai, Bp., 1910
- Az elemi iskolai énektanítás pedagógiája. Vezérkönyv tanítóknak, 1–2.; Rózsavölgyi, Bp., 1912
  - Pedagógiai rész
  - Zenei anyag
- Az elemi iskolai énektanítás pedagógiája. Segédkönyv a tanító részére; Kacsoh Pongrác nyomán szerk. Harmat Arthur, Karvaly Viktor; 2. átdolg., bőv. kiad.; Rózsavölgyi, Bp., 1931
- János vitéz. Daljáték Petőfi Sándor verses elbeszélése nyomán; zene Kacsóh Pongrác, vers Heltai Jenő, szöveg Bakonyi Károly, újrahangszerelte, kieg. Kenessey Jenő, átdolg. Karinthy Ferenc; Zeneműkiadó, Bp., 1952
- A zene története; Anno, Bp., 1997
- János vitéz; zene Kacsoh Pongrácz, vers Heltai Jenő, szöveg Bakonyi Károly, prózai szöveggond. Vörös Róbert; Nemzeti Színház, Bp., 2008 (Nemzeti Színház színműtár)

## Kapcsolódó oldalak
- A kolozsvári magyar színjátszás története
- Petőfi Sándor
- Fedák Sári
- László Géza
- Egy rózsaszál
- Kék tó, tiszta tó
- Kacsóh Pongrác út

| Szócikk                   | Dallam         | Szöveg      |
| ------------------------- | -------------- | ----------- |
| Jancsi belépője           | Kacsóh Pongrác | Heltai Jenő |
| Furulya nóta              | Kacsóh Pongrác | Heltai Jenő |
| A francia királylány dala | Kacsóh Pongrác | Heltai Jenő |
| Kék tó, tiszta tó         | Kacsóh Pongrác | Heltai Jenő |
| Egy rózsaszál             | Kacsóh Pongrác | Heltai Jenő |
| Iluska dala               | Kacsóh Pongrác | Heltai Jenő |

## Emlékezete
- Róla nevezték el a Kacsóh Pongrác utat Budapest XIV. kerületében.
- Mellszobra a kecskeméti Katona József parkban látható. Rácz Edit szobrászművész alkotása (1968)
- Emléktábláját az egykori Zrínyi Miklós reálgimnázium falán helyezték el. (Budapest VIII. ker., Szűz utca 2.)
- Sírja Budapesten, a Kerepesi temetőben található (10-1-61). Füredi Richárd alkotása

## Képgaléria

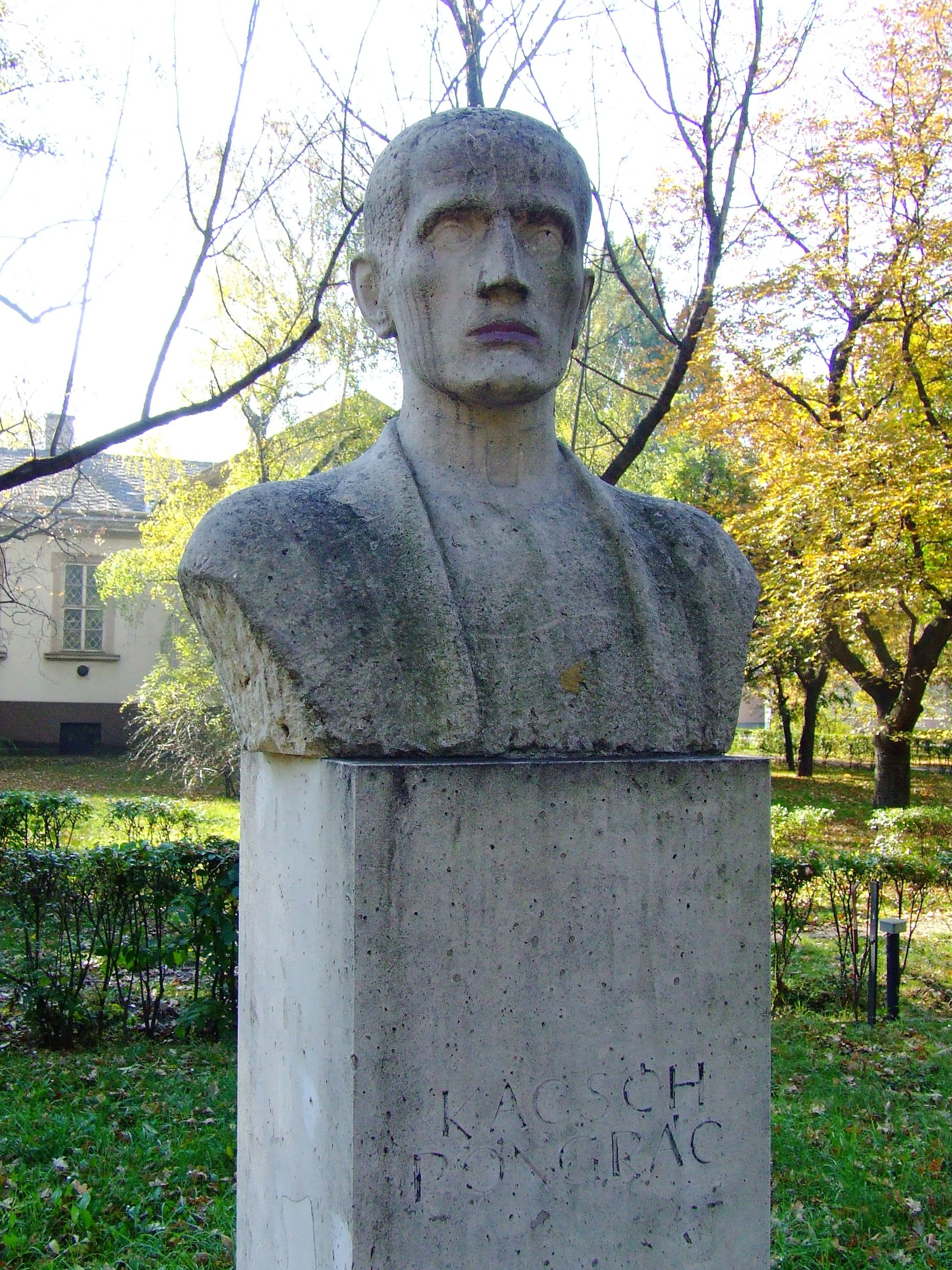
Mellszobra a kecskeméti Katona József parkban
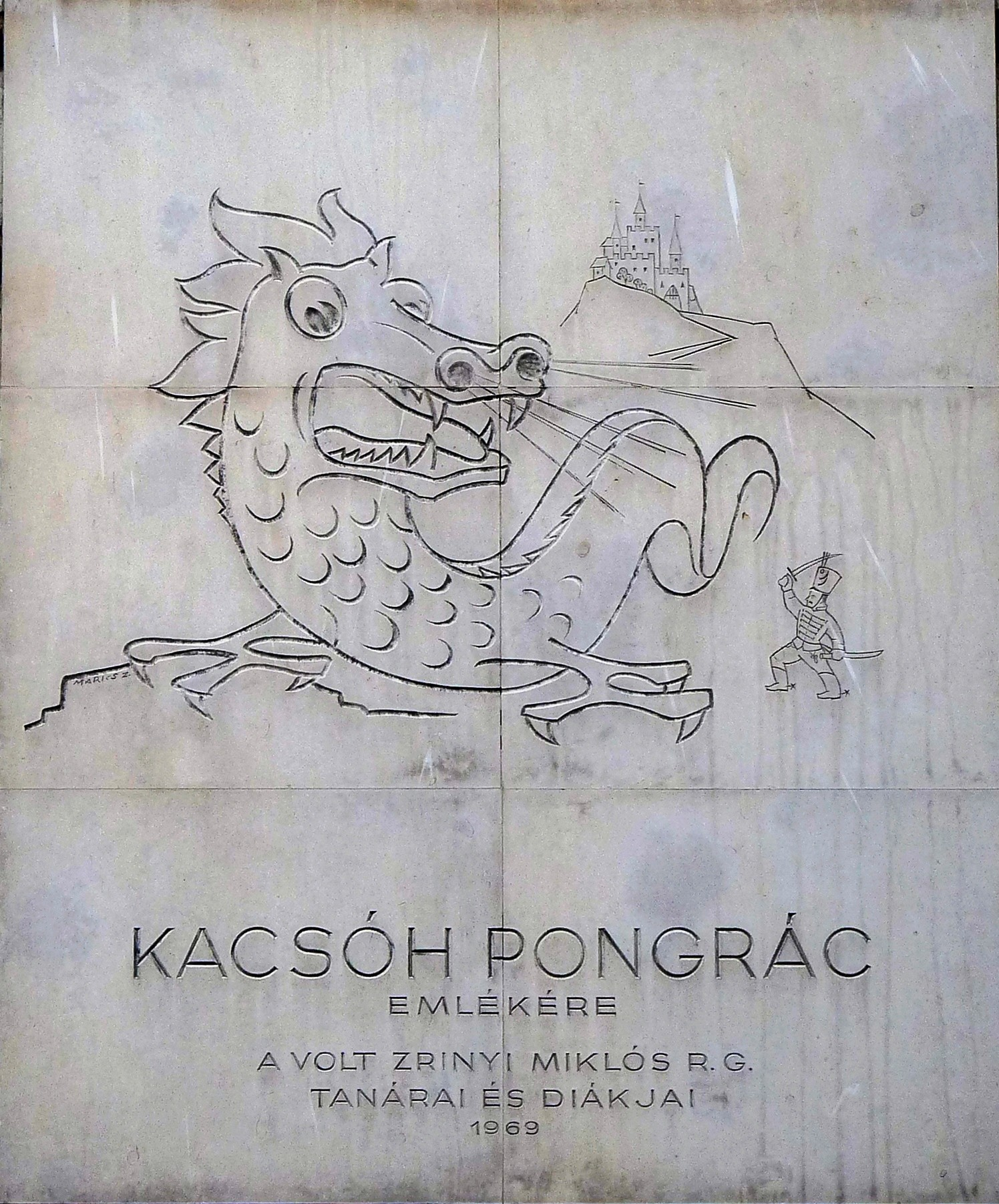
Emléktáblája, Budapest VIII. ker., Szűz utca 2.
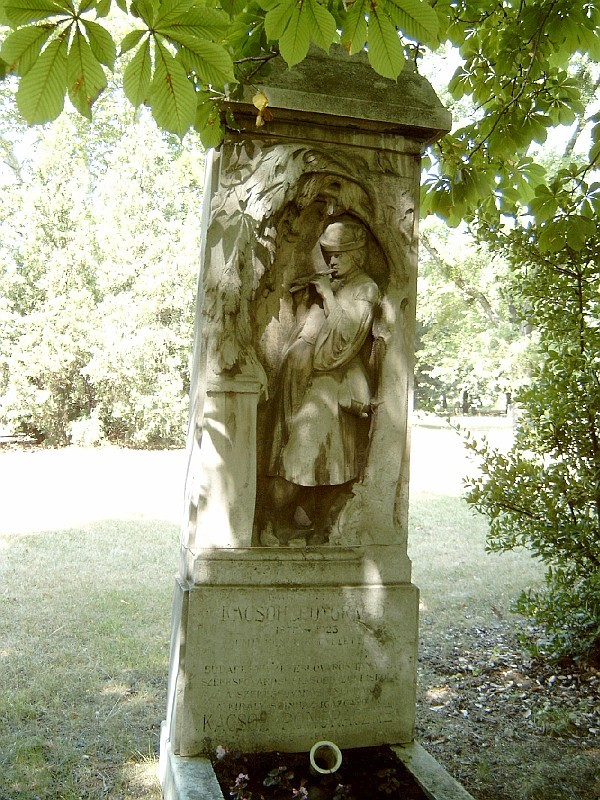
Sírja Budapesten

### AJános vitézről
- Magyar operett az Osztrák–Magyar Monarchia utolsó évtizedeiben
- Tanulmány: János vitéz, az ideológia huszára – A századforduló operettjében rejlő lehetőségek
- www.szinhaz.hu: Huszárok az aluljáróban – cikk egy modern rendezésről
- János vitéz Újszegeden Archiválva 2016. március 5-i dátummal a Wayback Machine-ben
- A János vitéz a Szigligeti Színházban – Tiszavidék, 1957. január
- Képek New York-i Magyar Színház előadásáról 2004.
- A János vitéz az Erkelben – Új Ember 2004. január 11. LX. évf. 2. (2892.)